# Coprin
Coprin ist ein Pilzgift. Es wurde zuerst im Falten-Tintling (Coprinopsis atramentaria) gefunden, außerdem kommt es im Glimmer-Tintling (Coprinellus micaceus) vor. Berichte, wonach Coprin auch im Netzstieligen Hexenröhrling enthalten ist, haben sich nicht erhärtet (siehe Abschnitt „Bedeutung“ im Artporträt).

## Wirkung
Coprin zerfällt erst beim Erhitzen oder durch Säure in Glutaminsäure und 1-Aminocyclopropanol, die biologisch wirksame und Symptome auslösende Substanz. Daher dürfte das Syndrom nicht beim Konsum von rohen Pilzen auftreten. Es inhibiert (hemmt) das Enzym Acetaldehyddehydrogenase (ALDH). Dieses Enzym wirkt nach Alkoholkonsum bei der Verstoffwechslung des Ethanols zu Essigsäure; ist es blockiert, reichert sich Acetaldehyd an und verursacht das sogenannte Coprinus-Syndrom, bekannter als Acetaldehydsyndrom – im englischen Raum auch als Disulfiram-like reaction oder Disulfiram-like Syndrome bekannt, da Disulfiram bei anschließendem Alkoholkonsum das gleiche Syndrom auslöst. 
Die Symptome des Coprinus-Syndroms beginnen mit Schweißausbrüchen, Kopfschmerzen, Übelkeit und Erbrechen, rötlichem Anlaufen der Gesichts- und gelegentlich auch der Körperhaut sowie Kribbeln und Kältegefühl in Armen und Beinen und reichen bis zu Herzrasen, Herzrhythmusstörungen, Engegefühl oder Kollaps.

Das Gift verbleibt etwa 24 Stunden, seltener zwei bis fünf Tage im Körper, sodass von erneuter Alkoholeinnahme in diesem Zeitraum abgeraten wird, da die Symptome sich in diesem Fall erneut zeigen würden. Ohne Alkohol ist Coprin unschädlich.

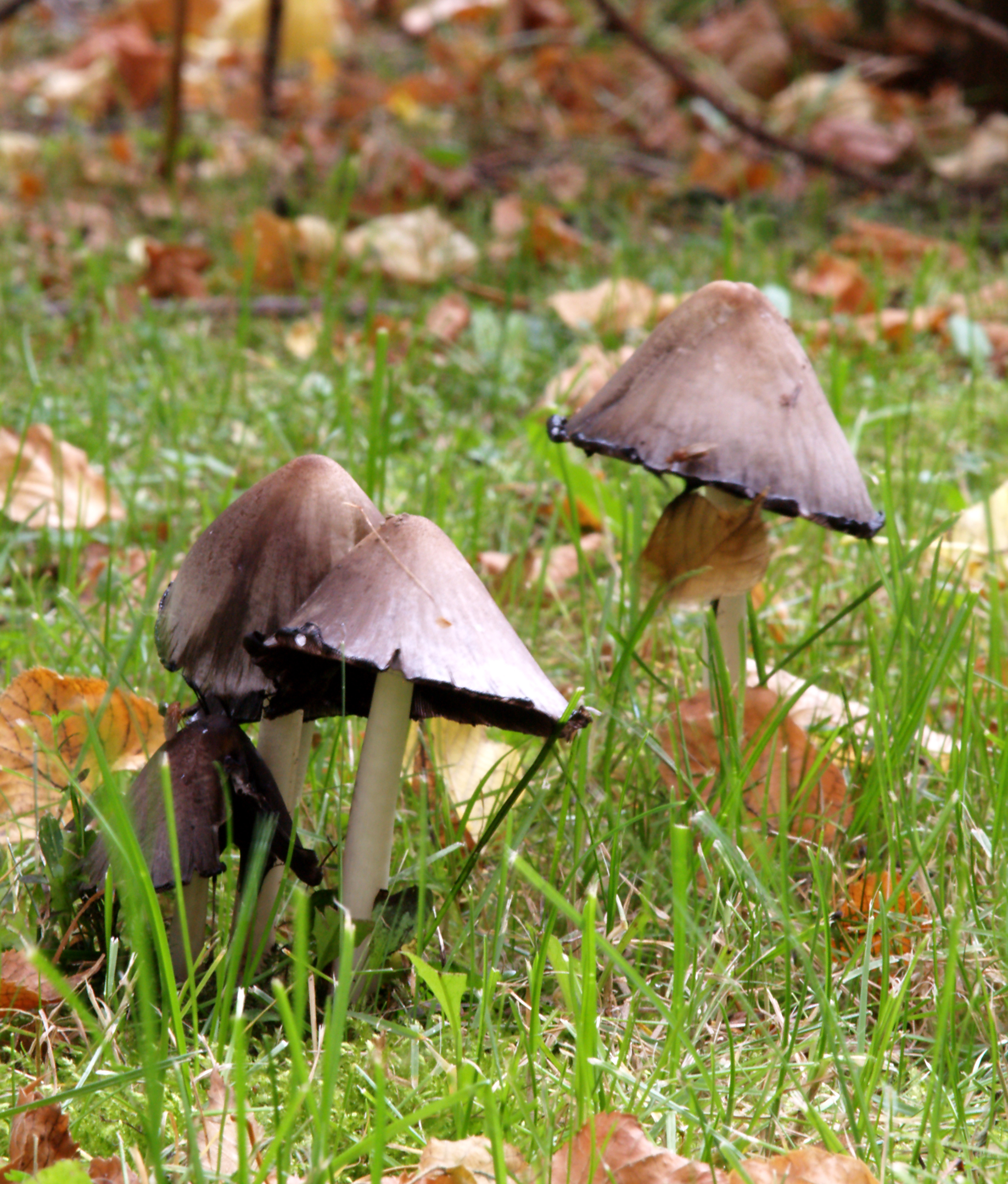
Der Falten-Tintling (Coprinus atramentarius) enthält Coprin.
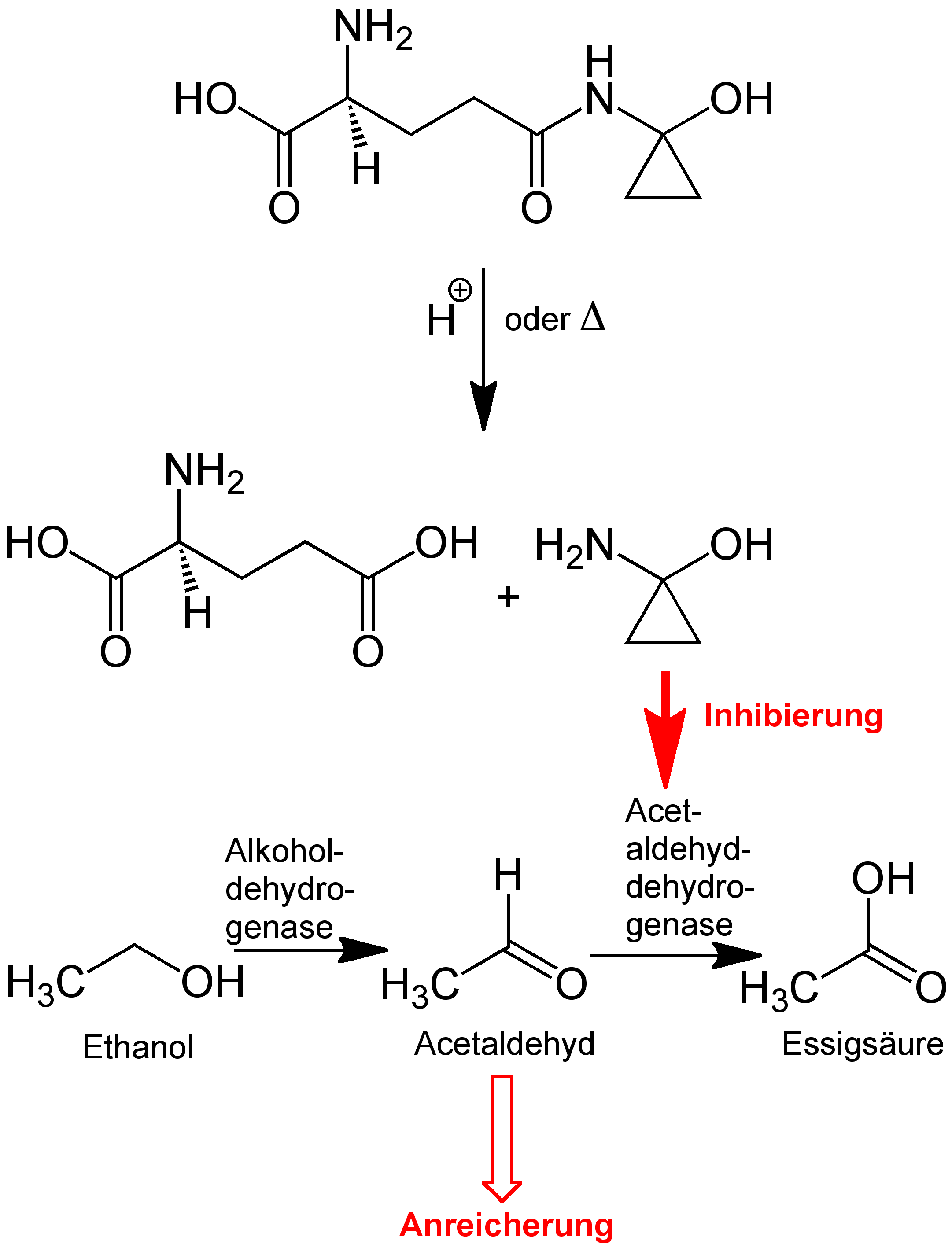
Schema zum Metabolismus des Coprins und des Coprinus-Syndroms